# Gerhard Holz
Gerhard Holz (* 13. April 1903 in Cottbus; † 27. März 1988) war ein deutscher Politiker, Mitglied der NSDAP und Landtagsabgeordneter (CDU).

## Leben und Beruf
Nach dem Schulbesuch mit dem Abschluss Abitur studierte er zuerst Volkswirtschaft, dann Bergbauwissenschaften in Berlin. Während seines Studiums wurde er im Sommersemester 1923 Mitglied der Burschenschaft Primislavia Berlin. Nach seinem Abschluss als Diplom-Bergingenieur war er bei verschiedenen Bergwerksgesellschaften in Westfalen und Oberschlesien tätig. Zum 1. März 1932 trat er der NSDAP bei (Mitgliedsnummer 963.061). Vor der Spruchkammer gab er später jedoch Mai 1933 an. Er war später Vorsitzender des Altherrenverbandes der Burschenschaft Primislavia.

## Abgeordneter
Vom 26. Januar 1959 bis zum 20. Juli 1962 war Holz Mitglied des Landtags des Landes Nordrhein-Westfalen. Er rückte für Ernst Budde über die Reserveliste seiner Partei nach.
Von 1956 bis 1961 war er Mitglied im Stadtrat der Stadt Gelsenkirchen. Von 1957 bis 1961 war er Mitglied der Landschaftsversammlung des Landschaftsverbandes Westfalen-Lippe.